# Шошкич, Милутин
Милу́тин Шо́шкич (серб. Milutin Šoškić / Милутин Шошкић; 31 декабря 1937, Печ — 27 августа 2022) — югославский футболист, игравший на позиции вратаря, футбольный тренер. Обладал отличной реакцией и хваткой.

## Карьера игрока

### Клубная
Карьеру начал в клубе «Црвена Звезда» в качестве полевого игрока, однако заклятый враг «Црвены Звезды» — «Партизан» — переманил Шошкича в свою школу. Там он стал выступать на позиции вратаря с 1955 по 1966 год (сначала в дублирующем составе, затем в основном). Единственный свой гол за «Партизан» забил в финале Кубка Югославии 1959 года в матче вечного дерби против «Црвены Звезды». После счёта 2:2 были назначены послематчевые пенальти, в которых Милутин отразил два удара и забил победный для своей команды пенальти.

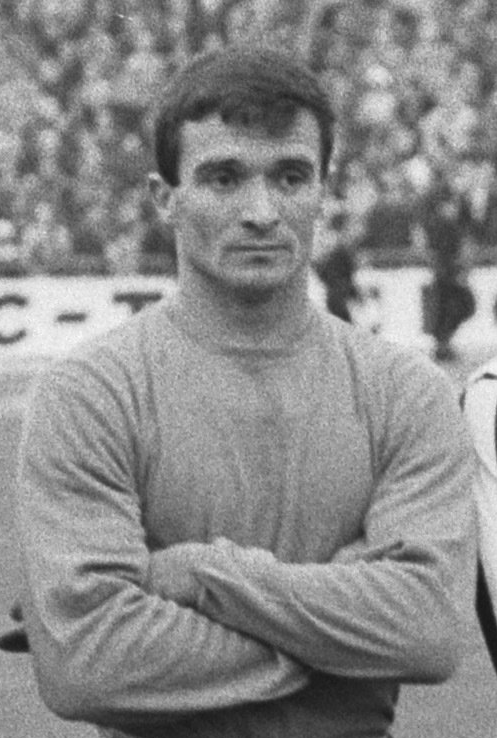
Милутин в мае 1966

Прославился после того, как с командой вышел в финал Кубка европейских чемпионов 1965/66, где в упорной борьбе «гробари» уступили именитому «Реалу» со счётом 1:2. В 1966 году он покинул Югославию и уехал играть в Германию за «Кёльн» (до 1971 года).
В Германии он в первом сезоне провёл все матчи в рамках Бундеслиги, но затем в течение двух лет вынужден был пропустить матчи чемпионата Германии. Причиной тому стала конкуренция в лице Антона Шумахера (не путать с Харальдом «Тони» Шумахером) и перелом большой берцовой кости. Вскоре у Шошкича появился ещё один конкурент — Манфред Манглиц, который в течение двух лет не позволял Шошкичу постоянно играть в основном составе, а у Милутина случился рецидив травмы. Дабы избежать скандала и разрыва контракта, руководители Бундеслиги косвенно способствовали тому, что Шошкич неожиданно получил место в основном составе в матче против «Киккерс Оффенбах», и его игра принесла победу кёльнскому клубу со счётом 4:2.
Всего же у него был только один трофей: Кубок Германии 1968 года (в финале был побеждён «Бохум» со счётом 4:1). Также он был заявлен на финал Кубка Германии 1971, но не вышел снова (в воротах стоял Манглиц), а «козлы» проиграли «Баварии» в дополнительное время со счётом 2:1. После этого Шошкич окончательно завершил карьеру игрока.

### В сборной
В сборной Югославии он выступал с 1959 по 1966 год. Дебют его состоялся 11 октября 1959 в матче против Венгрии (мадьяры праздновали победу 4:2). Через год Шошкич выиграл две награды: в Риме он стал олимпийским чемпионом, на первом первенстве Европы во Франции он стал серебряным призёром. На чемпионате мира в Чили его самоотверженная игра принесла победу югославам над немцами со счётом 1:0, а в итоге югославы финишировали четвёртыми. В 1963 году в матче сборной Англии и сборной мира (англичане выиграли 2:1) Шошкич сыграл второй тайм, выйдя на замену вместо легендарного Льва Яшина. Также в 1964 году Шошкич сыграл в Белграде в составе сборной Югославии в матче против сборной Европы (европейцы взяли верх со счётом 7:2). После перехода в «Кёльн» Шошкича прекратили вызывать в сборную.

## Карьера тренера
Окончил школу тренеров в Белграде, после чего его призвали в команду ОФК. Отработав там в течение пяти лет и создав крепкую команду, Шошкич позднее переходит в команду «Кикинда» и позднее возглавляет некоторые команды второго дивизиона. Вскоре он вернулся в состав «Партизана» в качестве помощника тренера: работал совместно с Милошем Милутиновичем и Ненадом Бьековичем. Мечтал возглавить клуб в качестве главного тренера, однако так и не возглавил команду. Впрочем, по его же личному заверению, это были лучшие годы его тренерской работы.
Благодаря его навыкам в Югославии появились такие вратари, как Фахрудин Омерович, Ранко Стоич и Раде Залад. В 1993 году Шошкич эмигрирует в США, где входит в штаб сборной в качестве тренера вратарей. Он руководил сборной на трёх мундиалях: 1994, 1998 и 2002. Примечательно, что на чемпионате мира 1998 года сборная США, в которой он работал, встречалась с его родной сборной Югославии, и югославы в личной встрече взяли верх благодаря быстрому голу Слободана Комленовича. Проживал в Бейкерсфилде (штат Калифорния).
Скончался 27 августа 2022 года.